# Vocates

Mapa de la Novempopulania.

Los vocates (en latín, Vocates) o vasates eran un pueblo aquitano de la Novempopulania. Han dado su nombre a la ciudad de Bazas y a su región, el Bazadais (sureste de la Gironda). Julio César los llamó Vocati y Plinio el Viejo, Vassei y Basabocati. Algunos autores corrigen la lectura Basabocati en Basaboiati, un término que puede ya indicar un pueblo intermedio entre los vasates y los boyates o bien puede verse como una simple concatenación de los dos nombres en el texto privado de interpolaciones.
Tras la primera Edad del Hierro, su capital Cossium era una fortificación desde la que ejercían el control de los pasos entre Tolosa y Burdigala.
El etnónimo Vasati puede explicarse con un origen vasco del término baso, "bosque", o de un hidrónimo *uad "vado" (cf. latín, vadus). El topónimo Cossium es en lugar de ello una latinización de la raíz aquitana *koiz (gascón coç, cos) "cerro", "colinoso" *koiz, en vasco goiz "altura".